# The Rocky and Bullwinkle Show
The Rocky and Bullwinkle Show (no Brasil, As Aventuras de Rocky e Bullwinkle) é uma serie de animação criado no americana da década de 1960, sendo que seus episódios foram produzidos entre 1959 e 1964. O desenho mostra as aventuras de Rocky, um esquilo que pode voar, e seu amigo Bullwinkle, um alce que não tem muita inteligência. Os dois personagens principais foram criados por Alex Anderson e o desenho foi produzido por Jay Ward, em seu estúdio Jay Ward Productions.
No Brasil, a dupla que ficou conhecida também como Alceu e Dentinho, teve a série dublada pelo estúdio Álamo durante a década de 1990, e exibida na TV Aberta pela Rede Globo entre o final dos anos 90 e início dos 2000. Na TV Paga já passou pelo Cartoon Network e pelo Boomerang. 

Houve inúmeras adaptações para os longas-metragens da série, como o filme de 2000 The Adventures of Rocky and Bullwinkle, que mesclava live-action e animação por computador; e o filme de 1999 live-action Dudley Do-Right. Ambos os filmes receberam críticas ruins e não tiveram sucesso financeiro. Por outro lado, uma adaptação para o cinema de animação do segmento "História Improvável", Mr. Peabody & Sherman, foi lançada com críticas positivas em 2014. Uma série animada reiniciada também baseada em "História Improvável", The Mr. Peabody & Sherman Show, estreou na Netflix em outubro de 2015.
Uma série reboot baseada no segmento principal, The Adventures of Rocky and Bullwinkle estreou no Prime Video em 11 de maio de 2018. Em abril de 2020, essa série estreou no Discovery Kids brasileiro.
Em 2013, Rocky e seus amigos e The Bullwinkle Show foram classificados como o sexto maior desenho animado de TV de todos os tempos pela revista TV Guide.

## O Desenho

### As Aventuras
No desenho, Rocky e Bullwinkle vivem várias aventuras, como: encontrar uma mina, ou ajudar alienígenas vindos da lua. Essas aventuras os fizeram percorrer todo o mundo.
Eles são sempre perseguidos pelos vilões Boris Badenov e sua companheira Natasha, uma dupla de espiões que tenta tirar proveito de algo que Rocky e Bullwinkle procuram em suas aventuras. O chefe de Boris e Natasha é o Temerário Líder. Os três(Boris, Natasha e Temerário Líder) são da Pottsylvania, um país fictício localizada no Leste Europeu, dentro da Cortina de Ferro. Já Rocky e Bullwinkle moram em Cataratas Congeladas, cidade fictícia que fica em Minnesota. 
Boris e Natasha sempre se disfarçam para poder enganar Rocky e Bullwinkle. Eles sempre caem, mas os planos de Boris e Natasha nunca funcionam.
O desenho tem um narrador. Ao final de cada episódio, ele sempre propõe dois títulos para o episódio seguinte. Um exemplo: em um episódio, Rocky e Bullwinkle estão procurando uma montanha, mas não a encontram. O narrador anuncia: “Não percam o próximo episódio: Montanha Perdida ou Monte que se esconde."

### O Senhor Sabe-Tudo
“O Senhor Sabe-Tudo” é um segmento do desenho. O protagonista é Bullwinkle, que sempre tenta ensinar ao telespectador uma lição. Mas sempre acaba se atrapalhando.

### Contos de Fada Furados
É um segmento onde aparecem várias histórias de crianças alterados, todas sem nenhuma ligação com Rocky ou Bullwinkle.

### História Improvável
Mais um segmento do desenho. O protagonista é um cachorro com o nome “Senhor Peabody”, que pode voltar no tempo.
Em 2014 foi lançado o filme pela DreamWorks Animation cujo título é Mr. Peabody and Sherman.

### Dudley Do-Right (Dudley Certinho)[11]
uma paródia do melodrama do início do século XX e seriados mudos do gênero Northern (que explora aventuras membros da Real Polícia Montada do Canadá. Dudley Certinho (Dudley Do-Right no original) é um membro da Polícia Montada canadense em constante busca de seu inimigo, Snidely Whiplash, que ostenta o traje padrão de "vilão" de cartola preta, capa e bigode de guidão grande. Este é um dos poucos desenhos animados de Jay Ward a apresentar uma faixa de música de fundo. Como é padrão nos desenhos animados de Ward, as piadas geralmente têm mais de um significado. Uma piada comum é a introdução de personagens em um close-up com o nome do "ator" exibido em uma legenda abaixo, uma convenção vista em alguns filmes mudos anteriores. No entanto, o toque cômico está usando as legendas para apresentar nomes tolos ou trocadilhos sutis. Ocasionalmente, até o cenário é apresentado desta maneira, como quando "Dead Man's Gulch" é identificado como sendo retratado por "Gorgeous Gorge", uma referência ao lutador profissional Gorgeous George.

## Guia de Episódios
- Nota: O desenho mostra várias aventuras da dupla principal, e cada aventura possui um número específico de episódios.

### 1ª Temporada (1959-1960)
- Jet Fuel Formula: Rocky e Bullwinkle conhecem dois alienígenas da Lua chamados Gidney e Cloyd, que lhes pedem ajuda para retornar à Lua. (40 episódios).
- Box Top Robbery: Boris e Natasha tentam sabotar toda a economia do mundo. (12 episódios).

### 2ª Temporada (1960-1961)
- Upsidaisium: Bullwinkle herda a posse de uma montanha chamada "Monte Plano", que possui grandes quantidades de fluturânio, um metal com propriedades antigravitacionais que está sendo desejado pelo governo internacional. Mas ninguém sabe a localização da montanha, assim Rocky e Bullwinkle tentam encontrá-la. E Boris e Natasha perseguem a dupla, planejando roubar o fluturânio. (36 episódios).
- Metal Munching Mice: Ratos mecânicos vindos da lua causam uma confusão em Cataratas Congeladas, após comerem várias antenas de televisão. E Rocky e Bullwinkle terão que resolver esse problema. (16 episódios).
- Greenpernt Oogle: O governante de uma ilha do Pacífico Sul sequestra Bullwinkle, após a ave da ilha desaparecer misteriosamente. (12 episódios).
- Rue Britannia: Após Bullwinkle herdar uma mansão, Boris é contratado por três bandidos de Londres para dar um jeito no alce. (8 episódios).
- Buried Treasure: Boris se disfarça como um bandido dos Estados Unidos e usa seus novos mercenários para roubar o banco de Cataratas Congeladas. (14 episódios).
- The Last Angry Moose: Boris convence Bullwinkle a começar uma carreira no cinema. (4 episódios).
- Wailing Whale: Boris usa uma baleia-robô gigante para causar confusão no mar. (14 episódios).

### 3ª Temporada (1961-1962)
- The Three Moosketeers: Bullwinkle é contratado como mosqueteiro. (8 episódios).
- Missouri Mish Mash: Rocky, Bullwinkle, Boris, Natasha, Temerário Líder e os homens da Lua se envolvem numa caça. (26 episódios)
- Topsy Turvy World: Boris tenta fazer a Terra inclinar para que o pólo sul venha para o oceano pacífico. (14 episódios)

### 4ª Temporada (1962-1963)
- Painting Theft: Boris e Natasha roubam um museu em Paris e escondem as pinturas roubadas na fazenda de Bullwinkle. (6 episódios).
- The Guns of Abalone: Boris e Natasha usam poderosos canhões para sitiar o mundo. (4 episódios).
- The Treasure of Monte Zoom: Boris vai atrás de um tesouro escondido em um lago de Minnesota. (8 episódios).
- Goof Gas Attack: Os vilões de Pottsylvania criam um gás que transforma pessoas inteligentes em tolas. Mas o gás não surte efeito em Bullwinkle. (8 episódios).
- Banana Formula: Boris e Natasha preparam um novo golpe, mas acabam acidentalmente colocando o plano dentro de uma banana, que é comida por Bullwinkle. (12 episódios).

### 5ª Temporada (1963-1964)
- Pottsylvania Creeper: Rocky e Bullwinkle irão participar de um concurso de flores em Cataratas Congeladas. Boris dá para Bullwinkle uma semente, dizendo que a planta, quando crescer, irá ajudá-lo a vencer o concurso. Mas a semente se transforma numa perigosa planta carnívora. (6 episódios).
- Moosylvania: Bullwinkle descobre uma terra chamada de "Moosylvania" e vai para Washington fazer campanha para que a Moosylvania seja incluída nos Estados Unidos. (4 episódios).
- The Ruby Yacht : Um governante indiano está procurando algumas jóias valiosas, e Rocky e Bullwinkle irão ajudá-lo. (6 episódios).
- Bullwinkle's Testimonial Dinner: Bullwinkle entrega seu terno limpo a uma lavanderia chinesa ilegal, comandada por Boris e Natasha. (6 episódios).
- The Weather Lady: Boris e Natasha roubam a "Mulher do Tempo", uma máquina que faz previsão do tempo, para usá-la em um barco de jogos ilegal. Rocky e Bullwinkle tentam recuperar a Mulher do Tempo. (6 episódios).
- Louse on 92nd Street: Bullwinkle testemunha um gangster famoso cometer um crime. Boris é um admirador fanático desse gangster e tenta eliminar Bullwinkle para não deixar que a notícia do roubo venha a tona. (6 episódios).
- Wossamota University: A equipe de futebol da universidade de Wossamota descobre que Bullwinkle é um grande jogador do esporte, e rapidamente o contrata para ajudá-la a ganhar o próximo campeonato de futebol. (12 episódios).
- Moosylvania Saved: O Temerário Líder diz para Boris e Natasha roubarem recursos preciosos de Moosylvania. (4 episódios).

## Filme
Em 2000, foi lançado um filme do desenho nos cinemas, The Adventures of Rocky and Bullwinkle, com atores (Rocky e Bullwinkle foram feitos por computador). No filme, Boris (Jason Alexander), Natasha (Rene Russo) e o Temerário Líder (Robert de Niro) conseguem ir para o mundo real, e planejam dominar a América. A agente Karen Simpatia (Piper Perabo) traz Rocky e Bullwinkle para o mundo real, e agora os três tem que chegar a Nova York para deter o Temerário Líder.

### Assuntos criticados no Filme
O filme do desenho faz duas críticas, a principal sobre a televisão. O plano do Temerário Líder é exibir programas de TV muito ruins, que transformem quem os assista em zumbis incapazes de pensar, e os faça votar no Temerário para presidente.
A segunda crítica é sobre a Internet: em uma cena, foi dito que ela é o lugar onde todo o lixo vai parar.

### Curiosidades sobre o Filme
- O filme foi dublado duas vezes no Brasil. A primeira dublagem foi feita no Rio de Janeiro pelo estúdio Delart (versão lançada em DVD e exibida na TV Paga), e não foram mantidos os mesmos dubladores do desenho original, além dos nomes "Rocky e Bullwinkle" que foram trocados, respectivamente, por "Alceu e Dentinho". A segunda dublagem foi feita sob encomenda da Rede Globo, desta vez em São Paulo pelo estúdio Álamo, e agora mantendo os mesmos nomes e dubladores do desenho original (que também era exibido pela Globo dublado pela Álamo, e foi também o motivo que levou o canal a encomendar esta dublagem). Em 2009, o canal à cabo Boomerang Brasil também adquiriu os direitos da dublagem paulista. Quando o filme foi exibido na Rede Record, foi usada a dublagem carioca, com os nomes diferentes, pois a versão que segue o mesmo padrão do desenho é exclusiva da TV Globo e do Boomerang (apesar disso, a Record por engano, chegou a anunciar o filme em algumas de suas primeiras chamadas com o mesmo título da Globo, mas teve de mudar tempos depois pelo fato da dublagem ser diferente,mas em 12/10/2012 e 30/11/2015 a Record exibiu a "rara" dublagem Paulista e nomeando o filme "Alceu e Dentinho").
- Por causa da dublagem da série animada, e das duas feitas para o filme "live action", os dois personagens são conhecidos no Brasil tanto pelos nomes de "Rocky e Bullwinkle" como também por "Alceu e Dentinho". Mas o curioso é que na tradução, os nomes são escritos ao contrário.
- O ator Robert de Niro, além de fazer o Temerário Líder, também é um dos produtores do filme.
- Nos créditos finais, os personagens Rocky, Bullwinkle, Boris, Natasha e Temerário Líder aparecem em sua versão animada, brigando pelo controle dos créditos.
- Os estudantes que aparecem na cena da universidade são estudantes reais da universidade norte-americana de Chapman, onde parte do filme foi gravado.
- Quando Boris (Jason Alexander) e Natasha (Rene Russo) estão saindo da enfermaria da universidade, é possível ver uma placa em cima da porta da enfermaria, aonde está escrito "J. Ward". Trata-se de uma homenagem à Jay Ward, o produtor do desenho original.
- Na cena em que Rocky e Bullwinkle explicam que após o cancelamento do desenho original os dois ficaram presos em reprises, o personagem de Kel Mitchell olha para o personagem de Kenan Thompson e diz: "Isso nunca vai acontecer com a gente, não é?". A cena é uma referência ao seriado Kenan e Kel, que os dois atores fizeram juntos.